# پول دیگران
پول دیگران (به انگلیسی: Other People's Money) یک فیلم سینمایی آمریکایی در ژانر کمدی-درام محصول سال ۱۹۹۱ میلادی با بازی دنی دویتو، گریگوری پک و پنلوپه آن میلر همراه می‌باشد. این فیلم بر اساس نمایشنامه با همین نام توسط جری استرنر ساخته شده‌است.

## داستان
شرکت «مام و پاپ» تهدید می‌شود، رئیس شرکت از دختر ناتنی اش که یک وکیل است درخواست کمک می‌کند و…

## بازیگران
- دنی دویتو در نقش لارنس (لری مشروب) گارفیلد
- گریگوری پک در نقش آندرو (جورجی) یورگنسون
- پنلوپه آن میلر در نقش کیت سالیوان
- پایپر لوری در نقش بی سالیوان
- دین جونز در نقش بیل کولز
- مو گافنی در نقش هریت
- تام آلدریج در نقش اوززی[۲][۳][۴]